# Бакспорт (Мејн)
Бакспорт (енгл. Bucksport) насељено је место без административног статуса у америчкој савезној држави Мејн.

## Демографија
По попису из 2010. године број становника је 2.885, што је 85 (-2,9%) становника мање него 2000. године.
| Група             | 2000.         | 2010.         |
| Белци             | 2.866 (96,5%) | 2.766 (95,9%) |
| Афроамериканци    | 1 (0,0%)      | 13 (0,5%)     |
| Азијати           | 8 (0,3%)      | 10 (0,3%)     |
| Хиспаноамериканци | 34 (1,1%)     | 43 (1,5%)     |
| Укупно            | 2.970         | 2.885         |